# شلی رایت
خانم شلی رایت (به انگلیسی: Chely Wright) (زادهٔ ۲۵ اکتبر ۱۹۷۰) خواننده و آهنگساز آمریکایی سبک کانتری و فعال حقوق همجنس‌گرایان است. او نخستین آلبوم استودیویی خود را در سال ۱۹۹۴ منتشر کرد. هفتمین آلبوم او در سال ۲۰۱۰ منتشر شد. رایت تاکنون با هنرمندانی همچون برد پیزلی، ریچارد مارکس، ایندیگو گرلز و کلی واکر همکاری کرده است.